# جون ريتشارد ك. كينغ
جون ريتشارد ك. كينغ (بالإنجليزية: John King)‏ هو سياسي أمريكي، ولد في 31 مارس 1975 في تشيستر في الولايات المتحدة. حزبياً، نشط في الحزب الديمقراطي. وقد انتخب عضو مجلس نواب كارولاينا الجنوبية.